# Parc animalier de Sainte-Croix
Le parc animalier de Sainte-Croix est un parc zoologique français situé au cœur du parc naturel régional de Lorraine, à Rhodes. Principalement dédié à la faune européenne, il propose une immersion au plus près des animaux dans de vastes espaces naturels, favorisant une observation respectueuse et authentique de leur comportement.
Couvrant une superficie de 130 hectares, il présente plus de 1 500 animaux de 130 espèces, à travers quatre sentiers passant dans de grands espaces, notamment des cerfs, des ours, des lynx, des bisons, plusieurs meutes de loups, des vautours, des lémuriens, des pandas roux et des gibbons à favoris roux.
Le parc animalier de Sainte-Croix dispose également d'une offre hôtelière de 56 lodges nature.
Le parc est membre de l'EAZA, de l'AFDPZ et du SNELAC.

## Histoire
En octobre 1967, Gérald Singer, alors agriculteur, acquiert le domaine où il travaille. C’est dans ce cadre naturel et soutenu par sa femme Liliane qu’il va avoir pour projet d’accueillir des espèces animales. Quelques années plus tard, le 10 juin 1980, le parc ouvre ses portes au public.
En 2013, des loups du Canada (Canis lupus occidentalis) arrivent au parc. 
En 2019, une nouvelle zone consacrée aux animaux d’Amérique du nord et intitulée " Le nouveau monde" est créée. Elle présente notamment huit nouvelles espèces : coyote (unique parc en France qui en présente), ours noir, bison d’Amérique, dindon sauvage, raton laveur, moufette, chien de prairie et porc-épic américain). De nouveaux lodges sont construits dont "La grange aux coyote" et les lodges de la rivière de l'Ours noir.
Un centre d’élevages de Cistudes d’Europe ainsi qu'une meute de Loups noirs canadiens arrivent en 2020.
Une nouvelle meute de loups blancs constituées de huit jeunes loups arctiques, en provenance du Parc animalier du Domaine des Grottes de Han, en Wallonie a complété les meutes du parc en 2022. Elle est composée de frères nés en 2020, 2021 et 2022. 
Le Parc animalier de Saint-Croix était devenu en 2020 le 1er Parc animalier écolabellisé d’Europe pour son offre de séjours nature.
En 2024, le Parc Animalier de Sainte-Croix accueille un couple de pygargues à queue blanche (Haliaeetus albicilla), l'un des plus grands rapaces d'Europe. Ces aigles majestueux, reconnus pour leur envergure impressionnante pouvant atteindre 2,5 mètres, sont installés dans une vaste volière de 650 m² et 8 mètres de hauteur, partiellement située sur une île de l’étang des Cormorans.

## Installations et espèces présentées
Le parc abrite de nombreuses espèces emblématiques, parmi lesquelles on retrouve les ours noirs, les cerfs, les ours bruns, les lynx, les loups blancs.

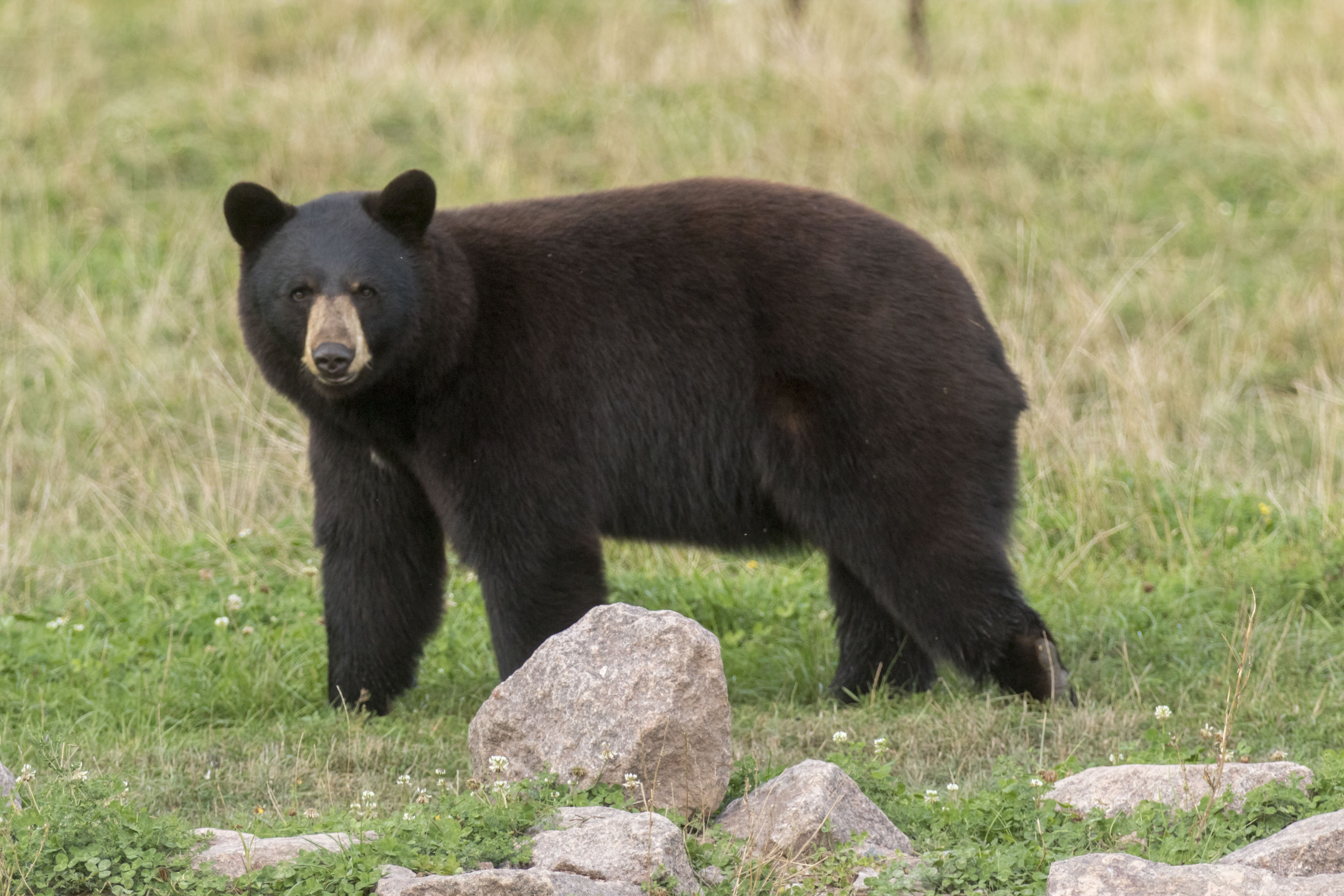
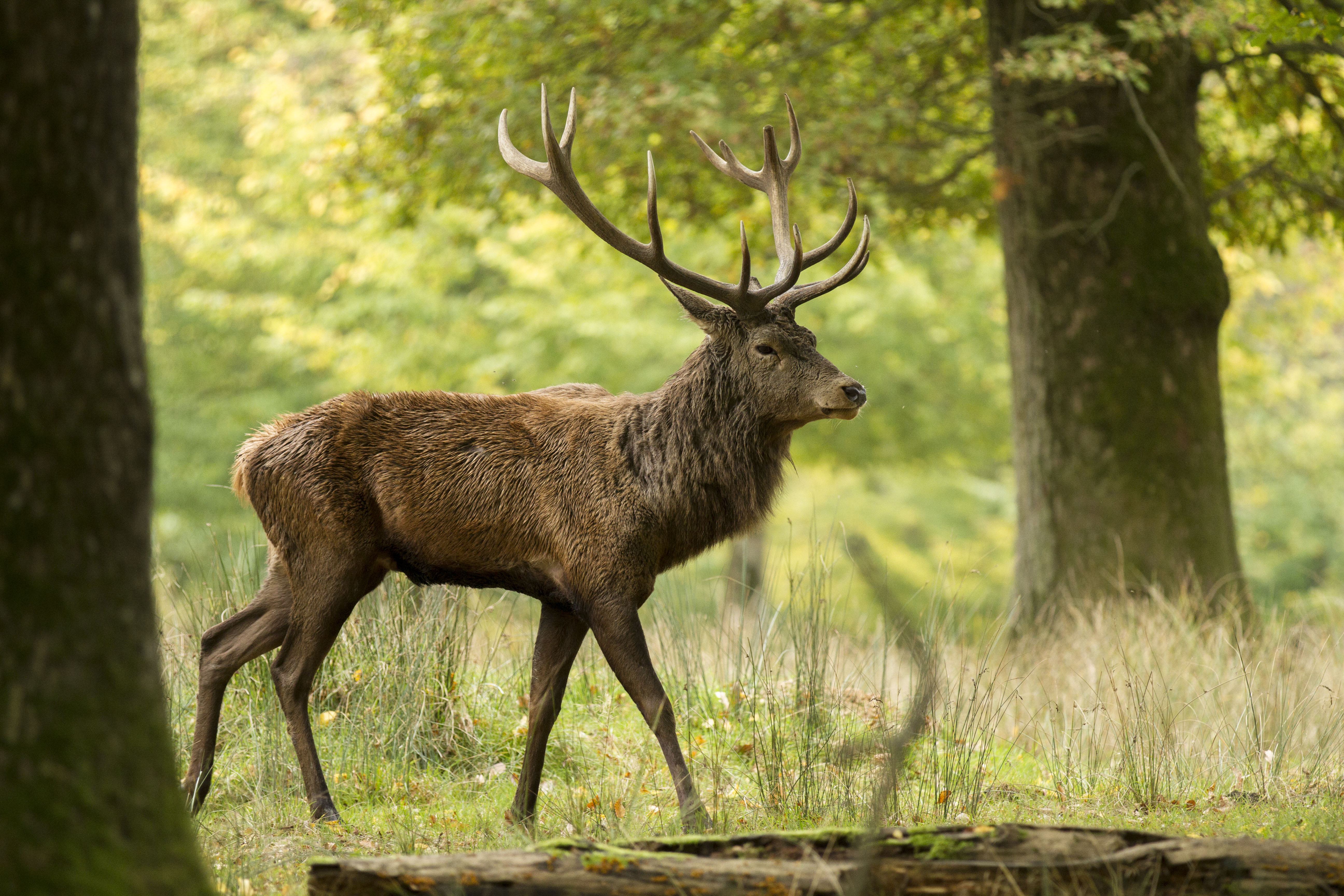
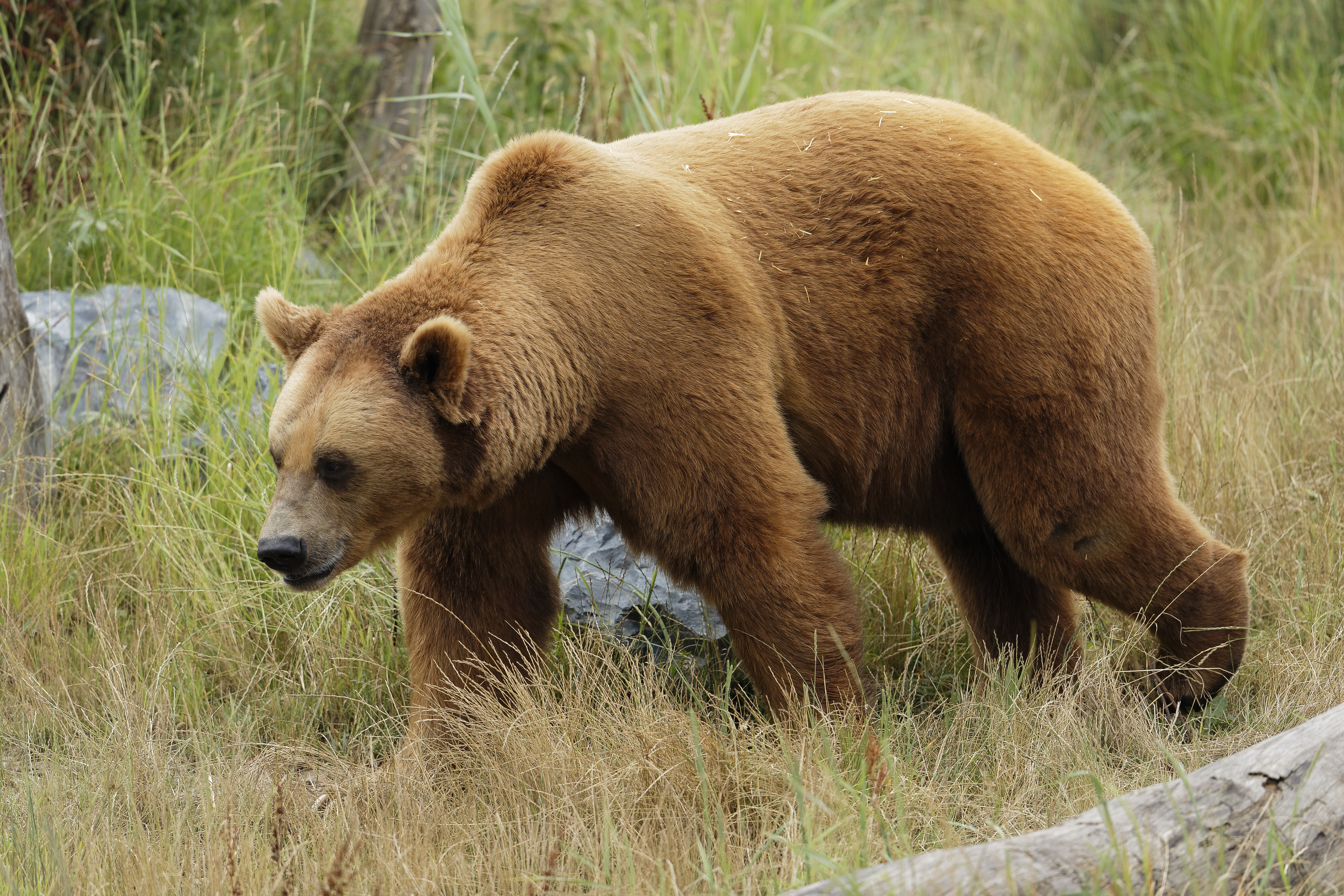
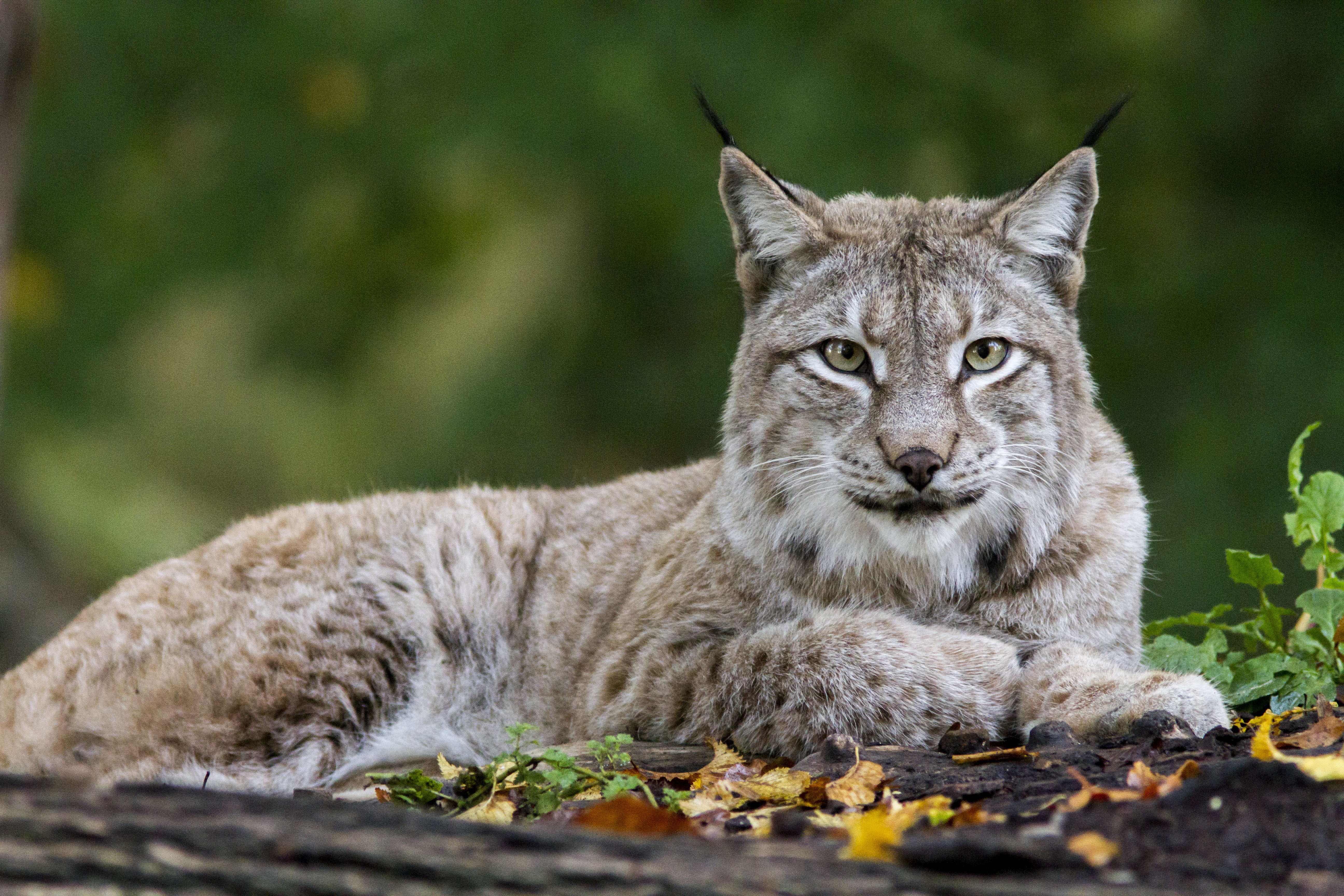
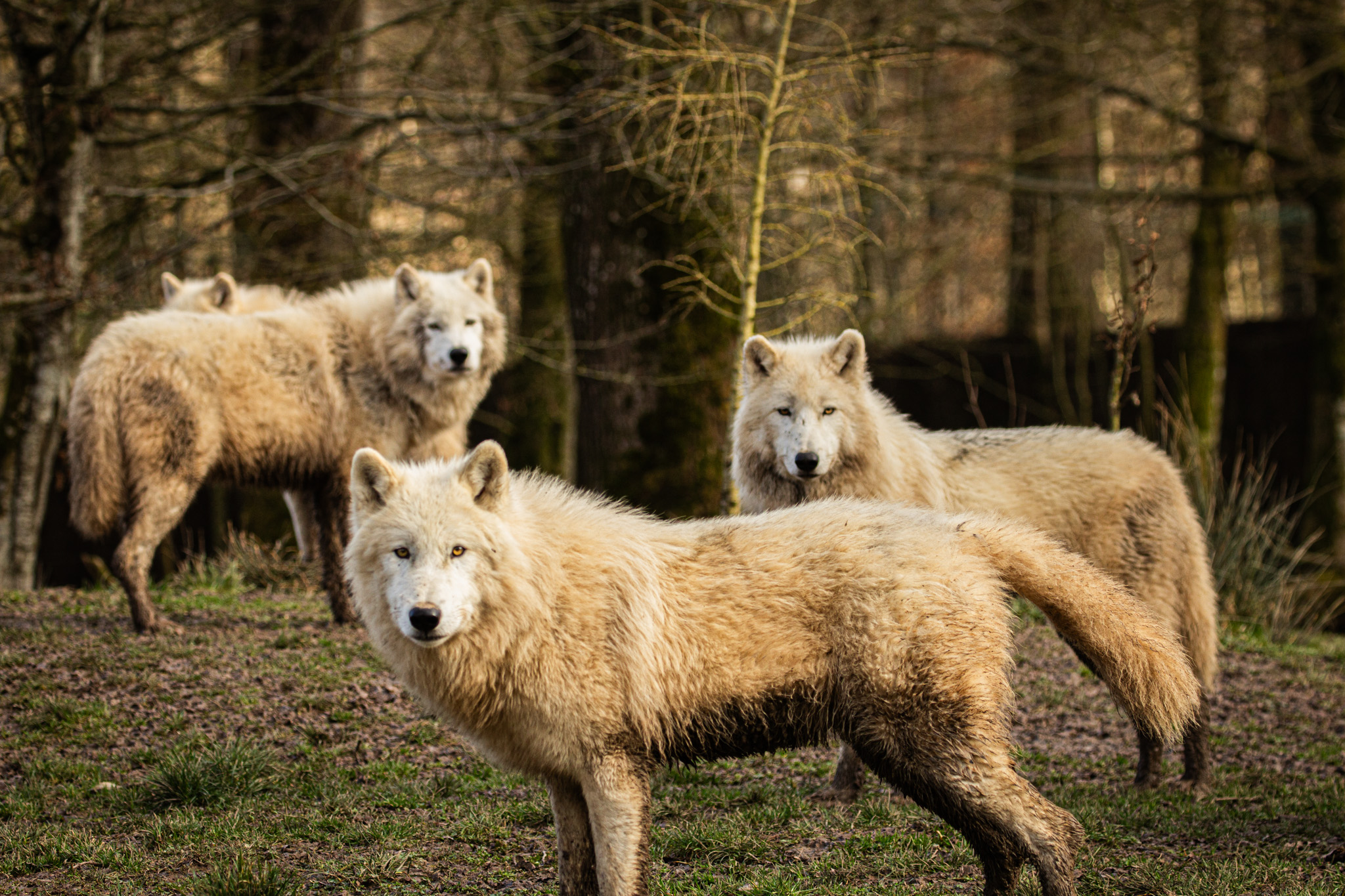

### Sentier bleu
Le sentier bleu, qui est le plus long du parc, permet de traverser la plaine des cerfs, la forêt et des étangs. 

### Sentier vert, pôle l'Animal et l'Homme
Ce sentier présente plusieurs sous-espèces de loups gris, des espèces introduites en Europe (porcs-épics, daims, hydropotes, ragondins...) et des animaux difficilement observables (grand tétras, hiboux, martres, etc.).

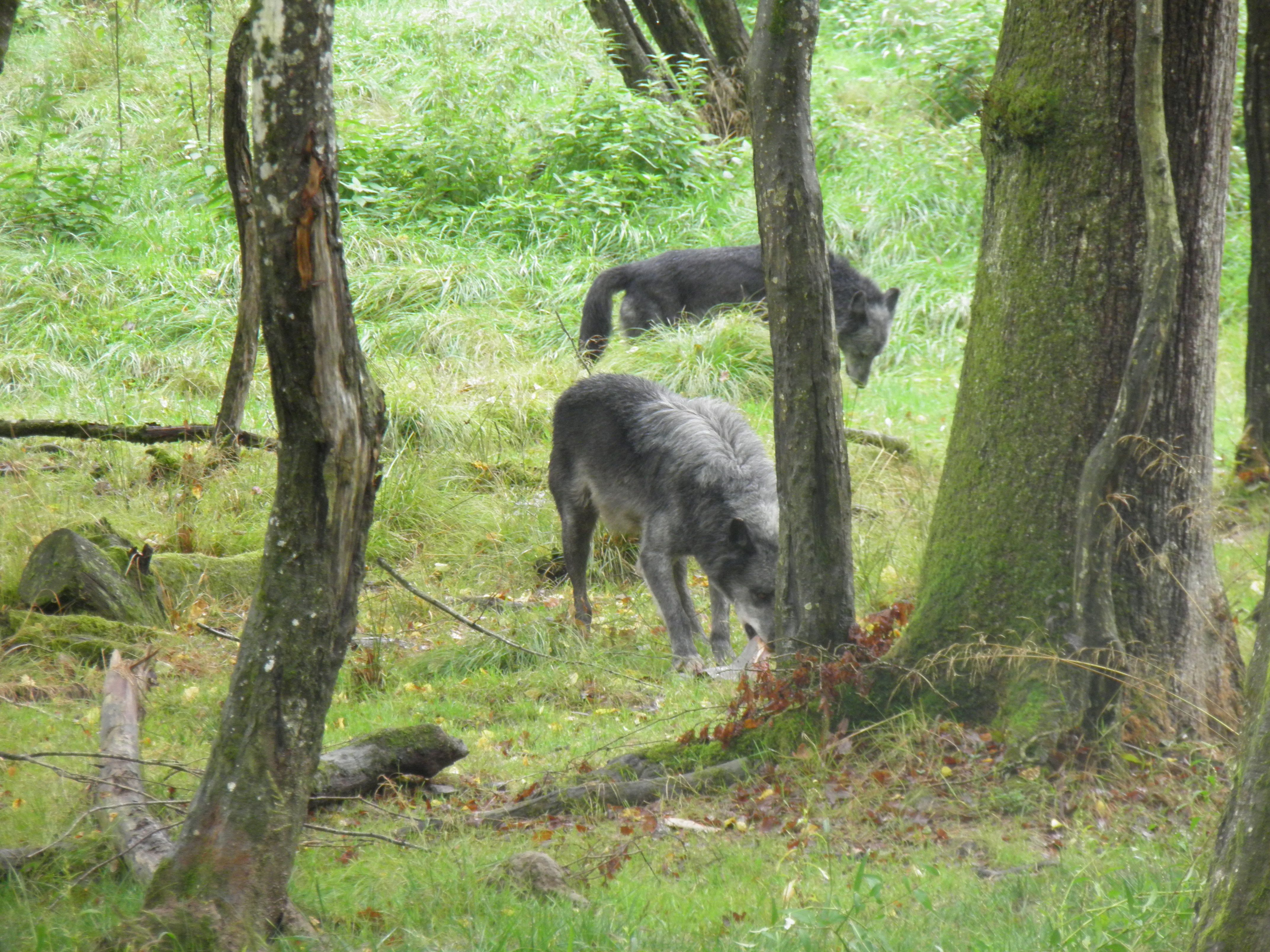
Loups noirs de l'ouest canadien.
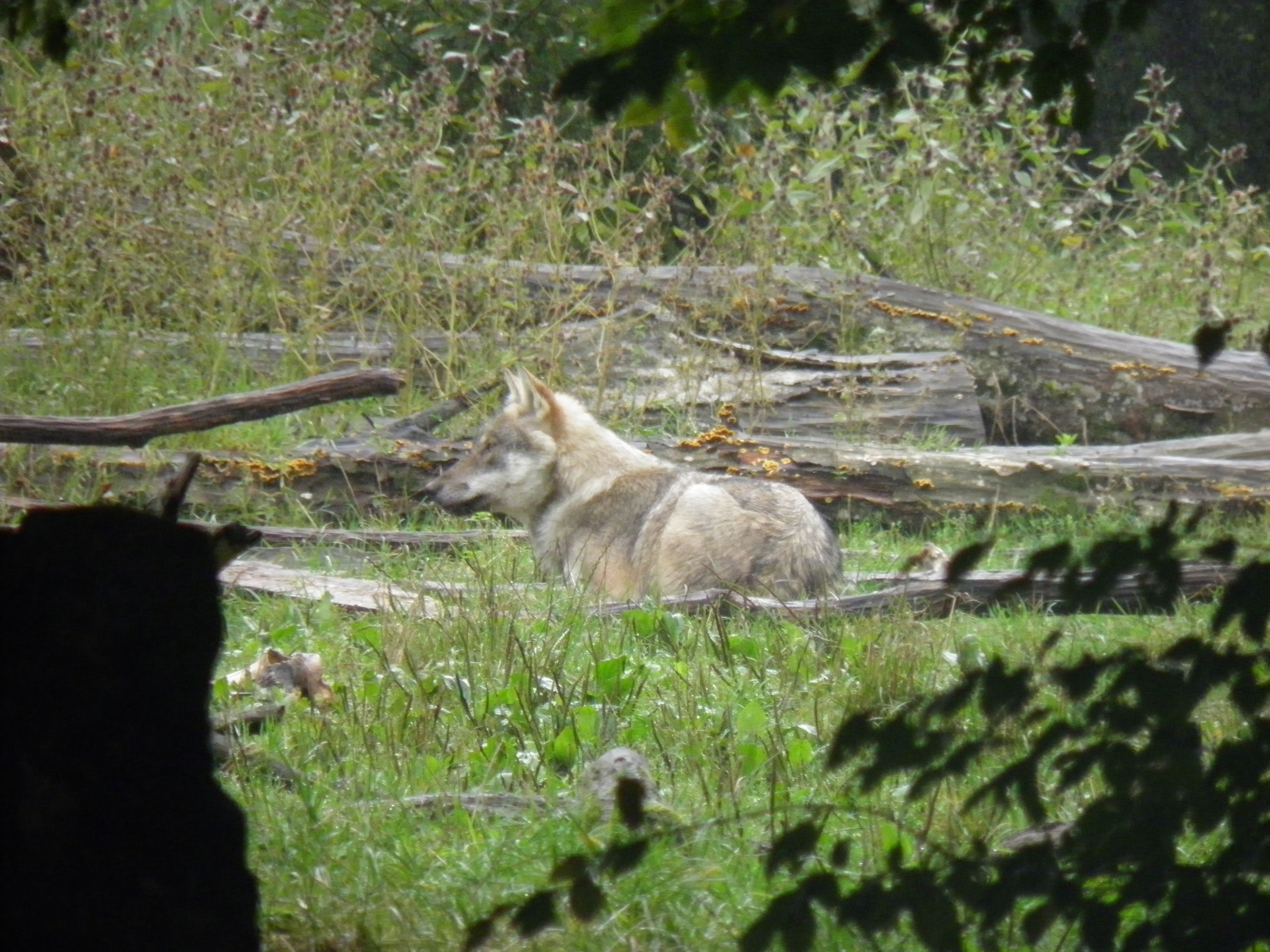
Loup gris d'Europe.
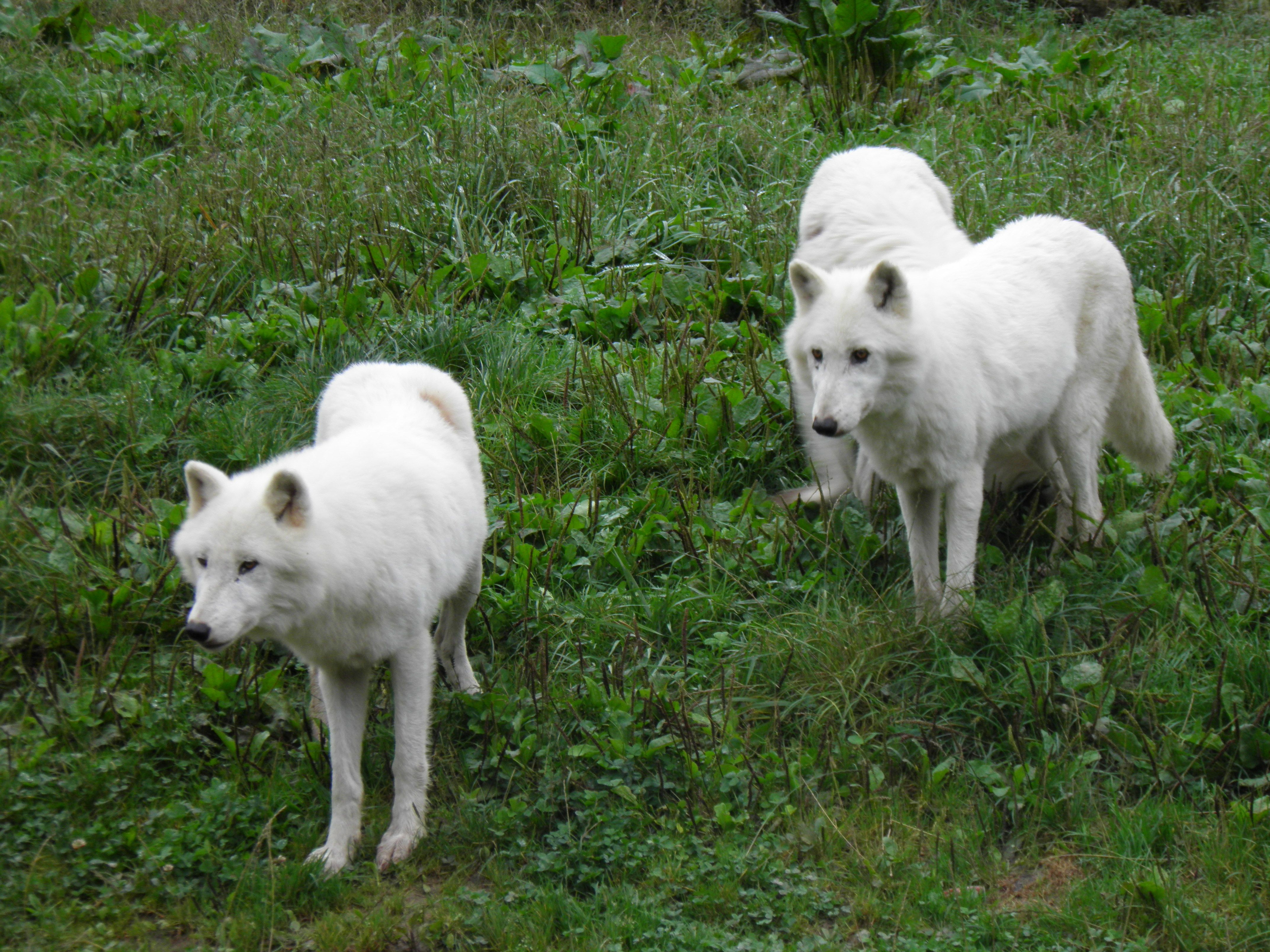
Loups blancs arctiques.

### Sentier rouge, le voyage de Néo, mission biodiversité
Le sentier rouge est agrémenté de missions ludiques et pédagogiques pour comprendre les enjeux environnementaux actuels. Des lémuriens (lémur catta, vari roux, etc.), des gibbons à favoris roux, des pandas roux, des grues de Mandchourie, des muntjacs de Chine et des pélicans y sont présentés.

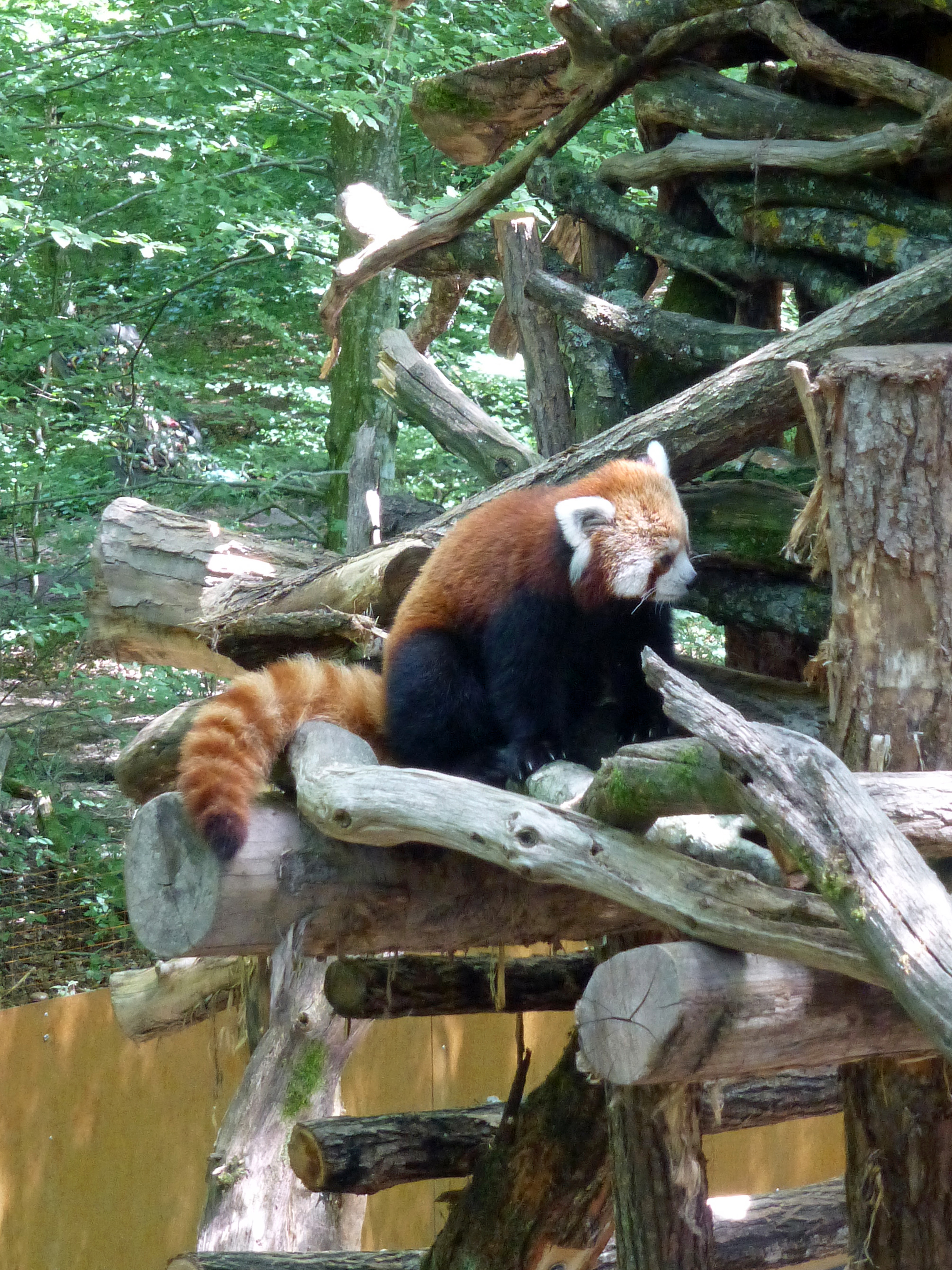
Panda roux.
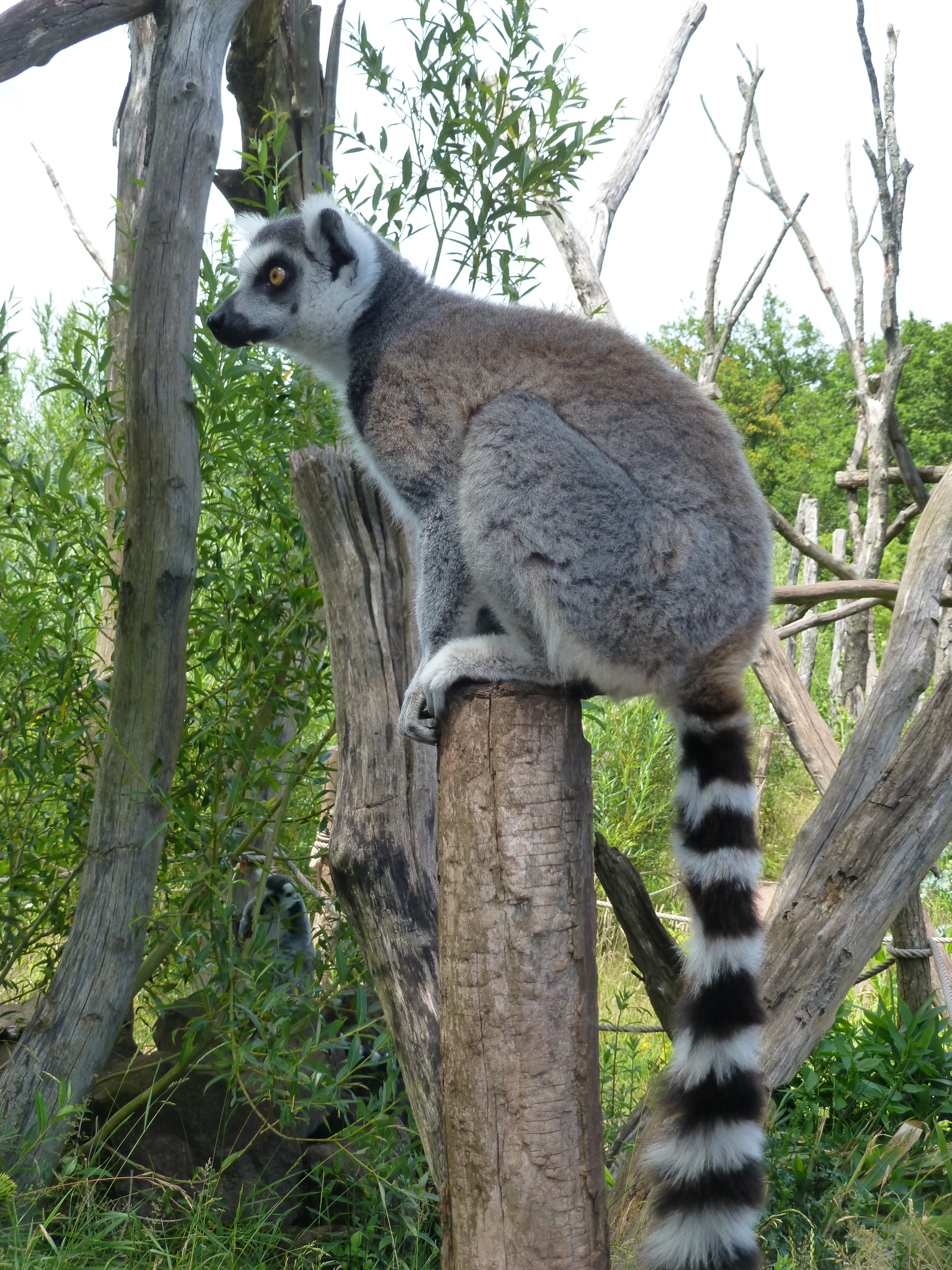
Lémur catta.
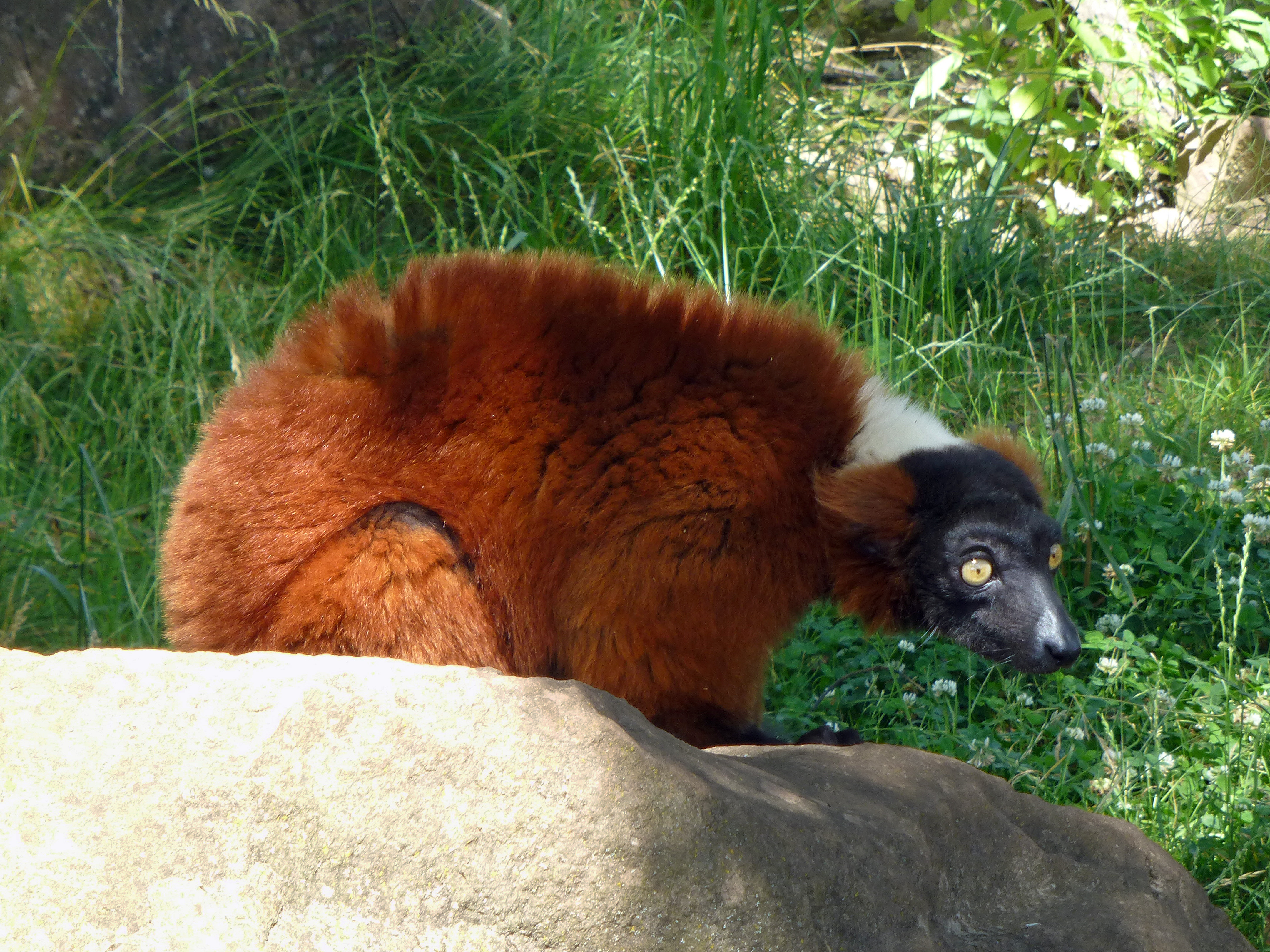
Vari roux.

### Sentier orange, le nouveau monde
Le sentier orange du Parc animalier de Sainte-Croix offre une expérience immersive au cœur des grandes plaines nord-américaines. Ce parcours d'une heure permet de découvrir une variété d'animaux emblématiques de cette région, tels que les ours noirs, les coyotes, les bisons américains, les ratons laveurs, les moufettes, les chiens de prairie et le porc-épic américain. Après cette balade, il est possible de faire une pause gourmande au restaurant La Fabrique.

## Activités

### Expériences natures
En automne, le Parc propose d'assister aux «Brame du cerf». Le Parc est cité parmi les 10 meilleurs sites d’observation du brame en France.

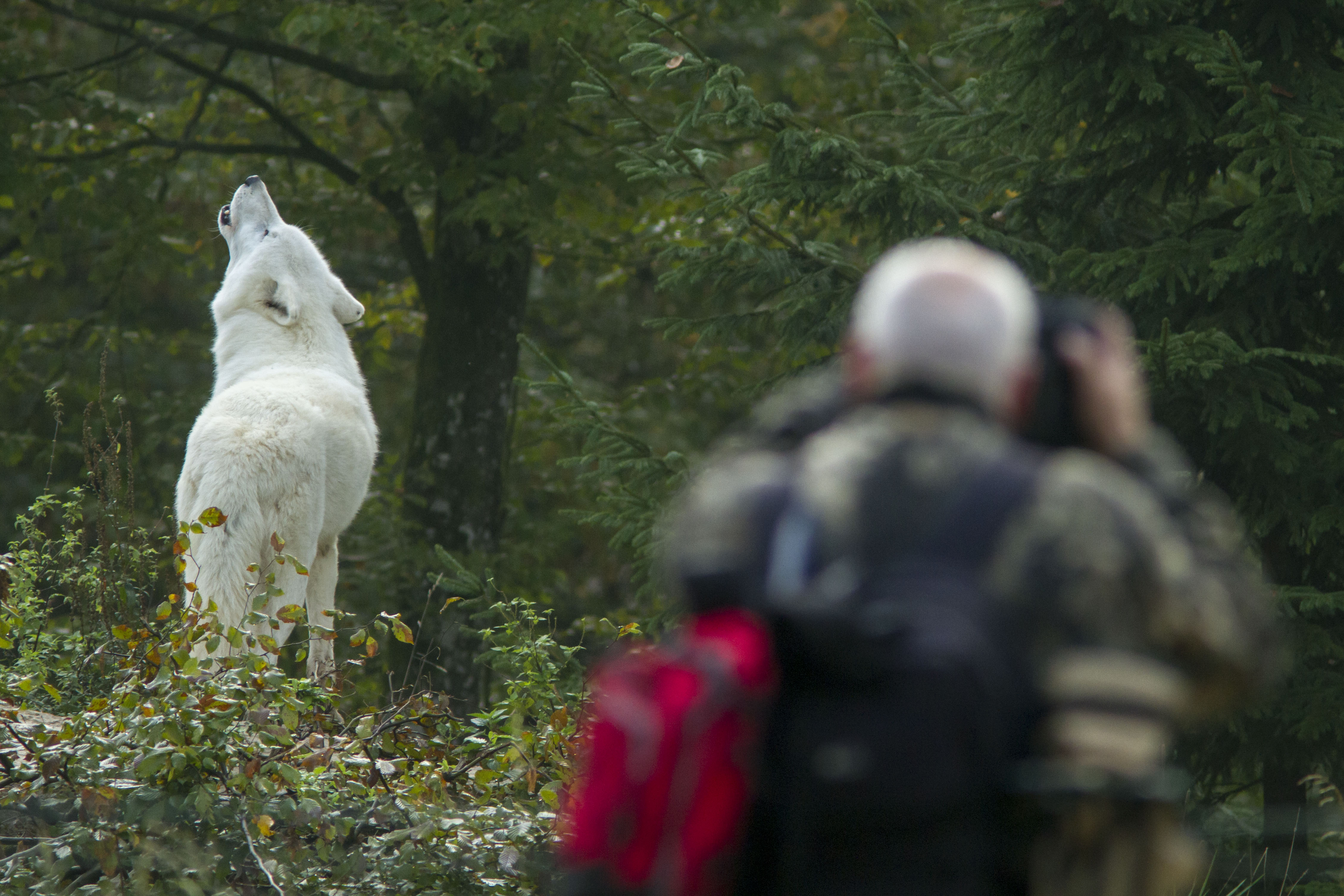
Appel nocturne du loup
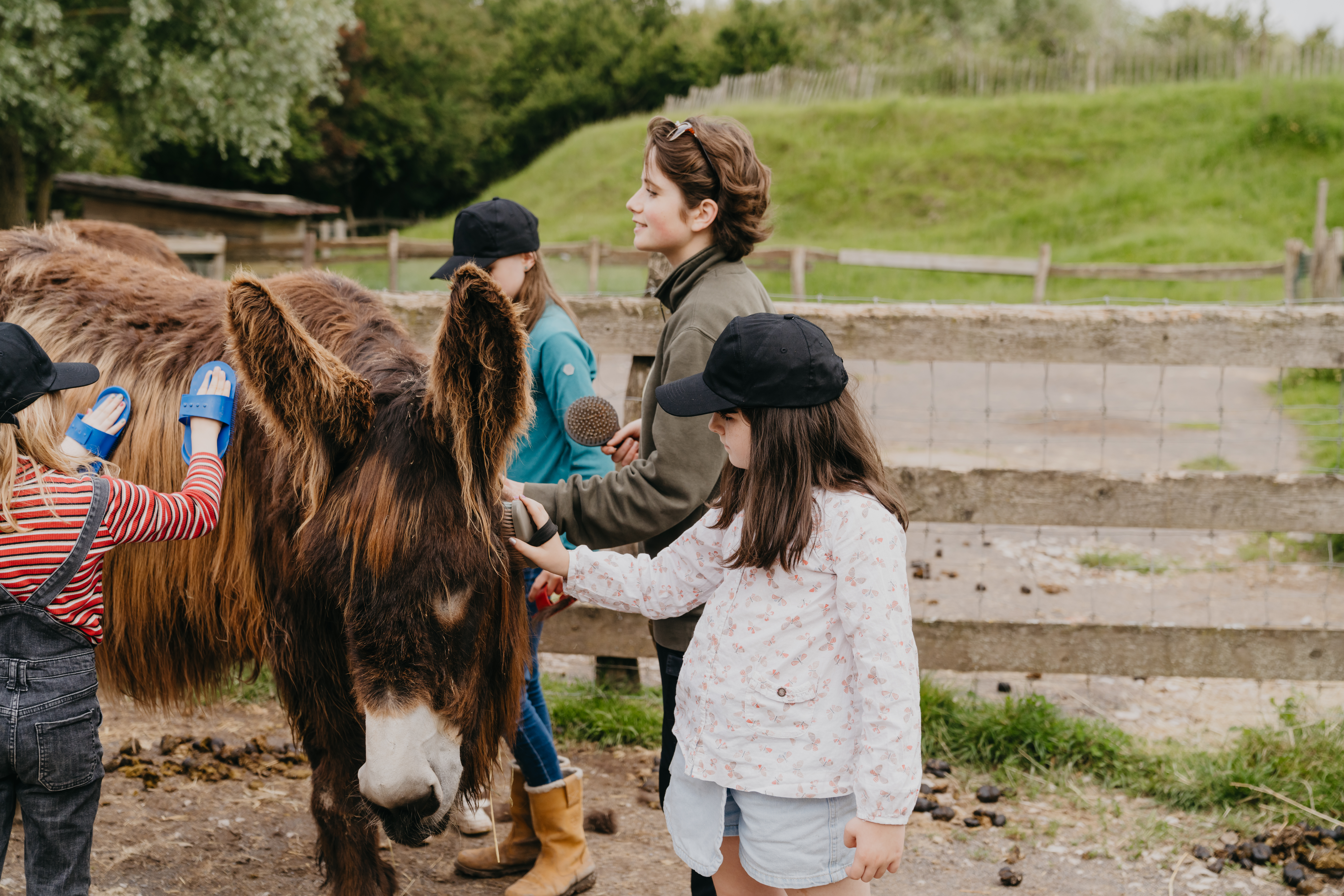
Soigneur d'un jour
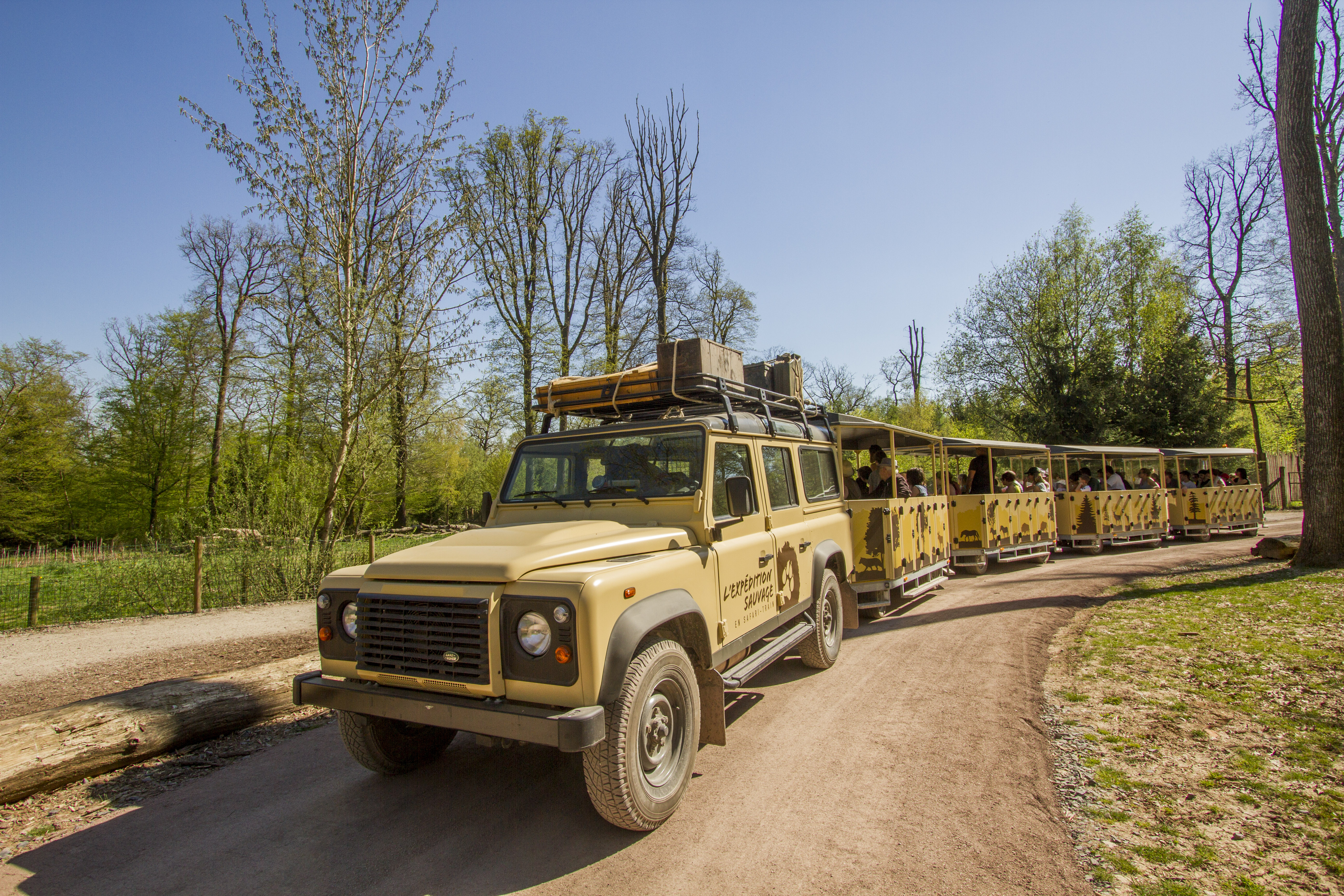
Safari train

## Distinctions
Il est élu 5e meilleur parc animalier d'Europe au classement « Diamond Theme Park Awards » 2020,.
Il est élu « Zoo et parc animalier » préféré des français par le magazine Capital à la suite d'une enquête nationale auprès de 20 000 consommateurs.